# برانگیختگی هفت‌ساله زناشویی
برانگیختگی هفت‌ساله زناشویی سندرم، نظریه، عقیده و اصطلاحی در روانشناسی رابطه است که می‌گوید پس از حدود کم و بیش هفت سال اشتیاق جنسی و احساس رضایت رابطه زناشویی به تدریج کاسته می‌گردد. این نظریه از گرایش به پیمانشکنی و خیانت زناشویی در حدود سال هفتم ازدواج سخن می‌گوید. تمایل به طلاق از دیگر ادعاهای این نظریه است. این موضوع روانشناسی همچنین تمایل فرد متأهل به ارزیابی مجدد در ارتباط زناشویش را بازگو می‌کند. البته این مدت بر اساس آمار و شواهد ممکناً و محتملاً کمتر از هفت سال هم روی می‌دهد اما با توجه به این که بر اساس برخی آمارها در آمریکا متوسط طول عمر هر ازدواج هفت سال است مدت هفت سال را برای این تئوری در نظر گرفته‌اند.
احساس آزردگی، عدم تمایل به حل مشکلات، ناامیدی از حل مشکلات، افسردگی، احساس پوچی و بی‌معنایی و احساس نداشتن حامی عاطفی از جمله نشانه‌های عاطفی افراد دلزده جنسی است.
در کشورهایی که ازدواج مجدد و یا چندهمسری مرسوم است، برخی از افراد پس از گذشت مدتی از زندگی زناشویی، تمایل به ازدواج دوم یا سوم پیدا می‌کنند. مسئله روابط پنهانی و علل و عوامل تمایل افراد به سوی همسر دوم یکی از بحث انگیزترین موضوعات خانواده‌های امروزی شده‌است. علت بیشتر مراجعات به مراکز مشاوره به این موضوع مربوط می‌شود.
نام این پدیده برگرفته از فیلم خارش هفت‌ساله (۱۹۵۵ میلادی) می‌باشد.

## پژوهش‌ها
پژوهشگران دانشگاه میشیگان و دانشگاه استونی بروک طی دو نوبت، از ۱۲۳ زوج مصاحبه و پرس‌وجو کردند. مصاحبه نخست در سال هفتم ازدواج و مصاحبه دوم در سال شانزدهم ازدواج انجام گردید. یکی از نتایج این تحقیق در خصوص کسالت و ملالت در زندگی مشترک بود. روانشناسان گزارش دادند که نه فقط ستیزه‌جویی و ناسازگاری بلکه یکنواختی و دلزدگی نیز در دراز مدت و به مرور رابطه زناشویی را شکل داده و تأثیر مستقیم بر روی آن می‌گذارد. این تحقیق توسط پروفسور خانم تری اورباچ در دانشگاه میشیگان انجام شد. پژوهشگران با هدف پیش‌بینی کفیت و چگونگی رابطه زناشویی، عامل کسالت و دلزدگی را در زوج‌های ساکن دیترویت، از نژاد سیاه و سفید و در خلال سال هفتم تا شانزدهم مورد ارزیابی قرار دادند. در این تحقیق روانشناسی، زن و شوهر در هر خانواده از یک نژاد بودند و ازدواج‌ها همگی نخستین تجربه مشترک زناشویی بود. همچنین زن‌ها همگی کمتر از ۳۵ سال سن داشتند.
از شرکت‌کنندگان در این تحقیق پرسیده شد که در خلال ماه گذشته چند وقت یک بار احساس کردید که زندگی‌تان دچار ملالت و دلزدگی شده‌است؟ یا اینکه چند وقت یک بار زندگیتان تبدیل به محیطی یکنواخت و خسته‌کننده گردیده‌است؟ طوری‌که مدام کارهای تکراری انجام دهید و به ندرت کاری هیجان‌انگیز با همسرتان، به صورت مشترک انجام دهید.
پرسش دیگر این بود: چقدر از زندگی مشترکتان راضی هستید و چقدر رابطه شما با هم صمیمی بوده‌است؟ تحقیقات پژوهشگران گزارش داد که کسالت و یکنواختی خیلی زیاد در سال هفتم پیش‌بینی‌کننده میزان بسیار بسیار کم رضایت و خشنودی در سال شانزدهم است. همچنین رضایت و خشنودی بسیار زیاد در سال هفتم لزوماً از یکنواختی و دلزدگی بسیار ناچیز در سال شانزدهم خبر نمی‌دهد.
ملالت و یکنواختی در زندگی زناشویی به صمیمیت و نزدیکی زوجین آسیب می‌رساند و میزان رضایت و خرسندی از زندگی مشترک را کم می‌کند. خانم تری اورباچ همچنین می‌گوید که هیجان و شور در زندگی موجب جهش شدید میزان صمیمیت می‌گردد. زوجین می‌توانند میزان کسالت و روزمرگی زندگی را با شرکت در فعالیت‌های دو نفره و هیجانی کاهش دهند. صمیمیت منجر به افزایش خرسندی، رضایت، پاسخگویی و مسئولیت زناشویی، تعهد و صداقت می‌گردد.

## عوامل
دلایل زیر ممکن است در این پدیده دخیل باشد:
- مشکلات اقتصادی
- کار بیش از حد و خستگی زیاد
- صورت حساب‌ها
- هزینه‌های ساختمان محل سکونت و آپارتمان
- کودکان و خردسالان
- نداشتن وقت کافی برای گفتگو با همسر
- استرس و اضطراب روزمره زندگی

## راه‌کار
تحقیقات دربارهٔ برانگیختگی هفت‌ساله زناشویی نشان می‌دهد که این نشانه احساسی واقعی است که در شخص متأهل رخ می‌دهد اما عدم اشتیاق به همسران به یکدیگر پس از هفت سال یک نظریه است و ممکن است در بسیاری از زوج‌ها صحت نداشته باشد. درک و شناخت برانگیختگی هفت‌ساله زناشویی آسان است، موضوع‌های قابل اهمیت تلاش و اقدام برای دوری گزیدن از تجربه این احساس و شناسایی راه‌کارهای از بین بردن آن است.
زوج‌هایی که با پدیده برانگیختگی هفت‌ساله زناشویی رو به رو نشده‌اند و آن را تجربه نکرده‌اند می‌توانند مشاور خوبی برای حل این مشکل باشند. زوج‌هایی بوده‌اند که اذعان داشته که سال به سال زندگی زناشویی آن‌ها بهتر و بهتر شده‌است. این افراد می‌گویند توجه به زندگی مشترک و دقت در رابطه و ملاحظه همسر به صورت سال به سال، کلید موفقیت‌مان در مواجه نشدن با پدیده برانگیختگی هفت‌ساله زناشویی می‌باشد. این بدان معنی است که همان مقدار که کودکان در زندگی مشترک نیازمند توجه هستند، زندگی مشترک نیز به توجه و مراقبت نیاز دارد. در زیر چند راه‌حل ارائه شده‌است:
- پیش از برنامه‌ریزی و تصمیم همسر خود را از طرح و فکر جدید مطلع کنید و در این باره با وی گفتگو و تبادل نظر کنید.
- روزانه حدود ۱۵ دقیقه با همسرتان صحبت کنید و این را به یک عادت تبدیل کنید.
- به صورت برنامه هفتگی با همسرتان عاشقانه از خانه بیرون بروید و تفریح کنید. این کار باعث می‌شود در چشم یکدیگر جذاب تر به نظر برسید.
- در روز حداقل یک بار کاری کنید که همسرتان خرسند شود و احساس خوشبختی کند.
- خواسته‌های‌تان را شفاف بیان کنید.
- به منظور تمایل و تحریک بیشتر نسبت به همسرتان، نزدیکی‌های جنسی خود را با فاصله‌های زمانی بیشتری انجام دهید.
- معاشقه خود را پیش از نزدیکی جنسی طولانی کنید.
- پیش از نزدیکی جنسی نظافت عمومی و حمام کردن را فراموش نکنید.
- از نگاه کردن به فیلم‌های محرک جنسی بپرهیزید.
- ارتباطات احساسی و ذهنی خود را بیشتر کنید و گوشی شنوا برای یکدیگر باشید.[۱۲]

## دیگر ویژگی‌ها
- از ابتدای ازدواج فرد متأهل ممکن است نشانه‌هایی از این حالت را در خود ببیند ولی اهمیتی نمی‌دهد یا بر اثر مشغله زندگی اقدامی انجام نمی‌دهد. بعد از حدود هفت سال سرانجام شخص پی می‌برد که چیزی را از دست داده‌است و تلاش می‌کند تغییری در زندگیش به وجود بیاورد.[۶]
- ظاهراً شخصی که حدود هفت سال متأهل بوده یا این مدت را با کسی گذرانده‌است پس از طی این مدت به تدریج نظرش به دیگر گزینه‌ها جلب می‌گردد و احساس تمایل زیادی به دیگران دارد و انتظار می‌رود طرف جنسی خود را ترک یا به او خیانت کند.[۶]